# Mari Boya
José María Navalón Boya, dit Mari Boya, né le 13 avril 2004 à Les, dans la  Province de Lérida, est un pilote automobile espagnol. Depuis 2023, il est engagé en Formule 3 FIA.

## Biographie

### Karting
Boya débute le karting en 2015, à l'âge de 11 ans. Il remporte à deux reprises le championnat d'Espagne en 2015 et en 2016 puis une troisième fois en 2018 en catégorie Junior. Il remporte également IAME Winter Cup la même année. Il continue de disputer cette compétition jusqu'en 2022.

### Débuts en monoplace

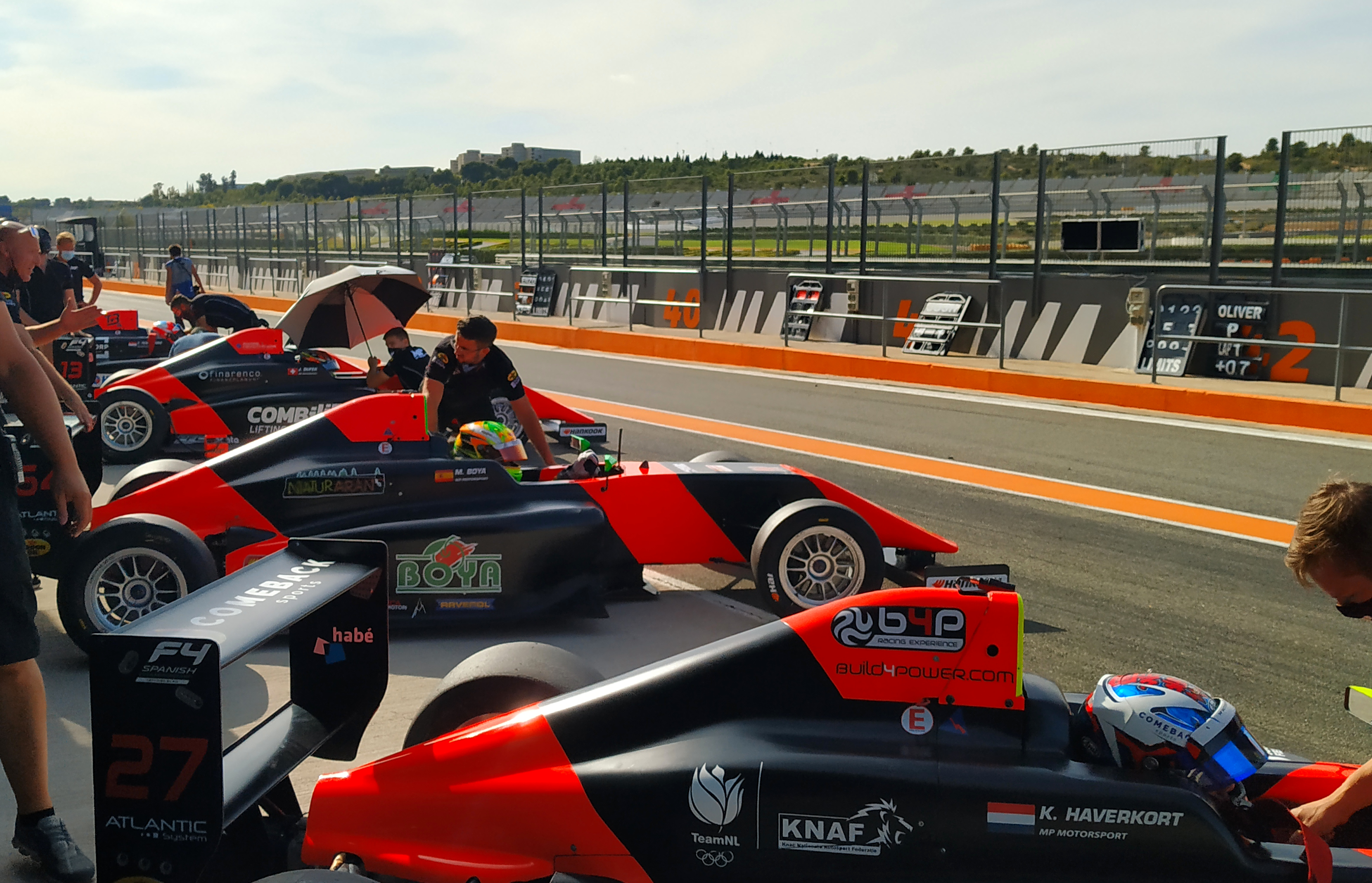
Mari Boya (au centre) en Formule 4 espagnole en 2020.

Mari Boya fait ses débuts en monoplace en 2020 dans le Championnat d'Espagne de Formule 4 où il signe avec l'écurie MP Motorsport et où il fait équipe avec Joshua Dufek et Kas Haverkort. Il remporte trois victoires au cours de la saison, dont une double en Aragon et monte quatorze fois sur le podium. Il termine vice-champion avec 272 points, derrière son coéquipier débutant Haverkort.

### Formule Régionale

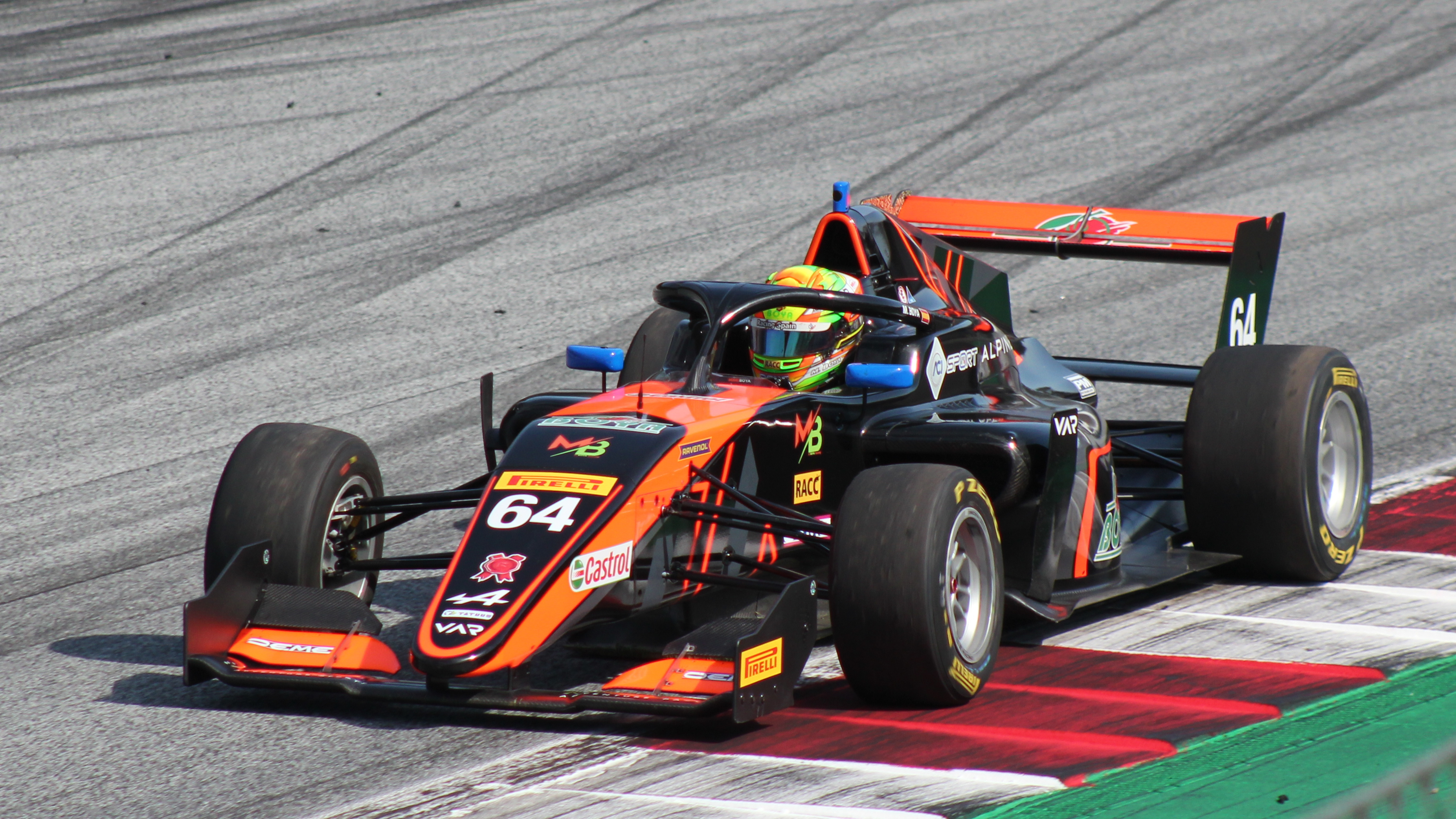
Mari Boya en Formule Régionale en 2021 à Spielberg

En avril 2021, Boya annonce qu'il fera ses débuts en Formule Régionale Européenne dans l'écurie FA Racing, crée par Fernando Alonso. Peu avant le début de saison, il revient sur sa décision et rejoint Van Amersfoort Racing aux côtés de Francesco Pizzi et de Lorenzo Fluxá. Il inscrit ses premiers points lors de la première manche. Il monte sur son premier podium lors de la septième manche disputée à Valence avec une troisième place. Il se classe quatorzième du championnat avec 51 points.
En 2022, Boya rejoint ART Grand Prix pour la saison 2022 où il fait équipe avec Gabriele Minì et Laurens van Hoepen. Il monte sur son deuxième podium à Imola avec une deuxième place. Après la sixième manche disputée au Hungaroring, il est remplacé par Esteban Masson pour le reste de la saison. Il reste cependant dans le championnat en rejoignant MP Motorsport pour remplacer Michael Belov, qui quitte le championnat. Il se classe dixième du championnat avec 67 points. Durant l'hiver, il participe au championnat du Moyen-Orient, toujours avec MP Motorsport. Au cours de la saison hivernale, il obtient 3 podiums et remporte deux victoires. Il se classe cinquième du championnat avec 107 points.

### Eurocup-3 Series

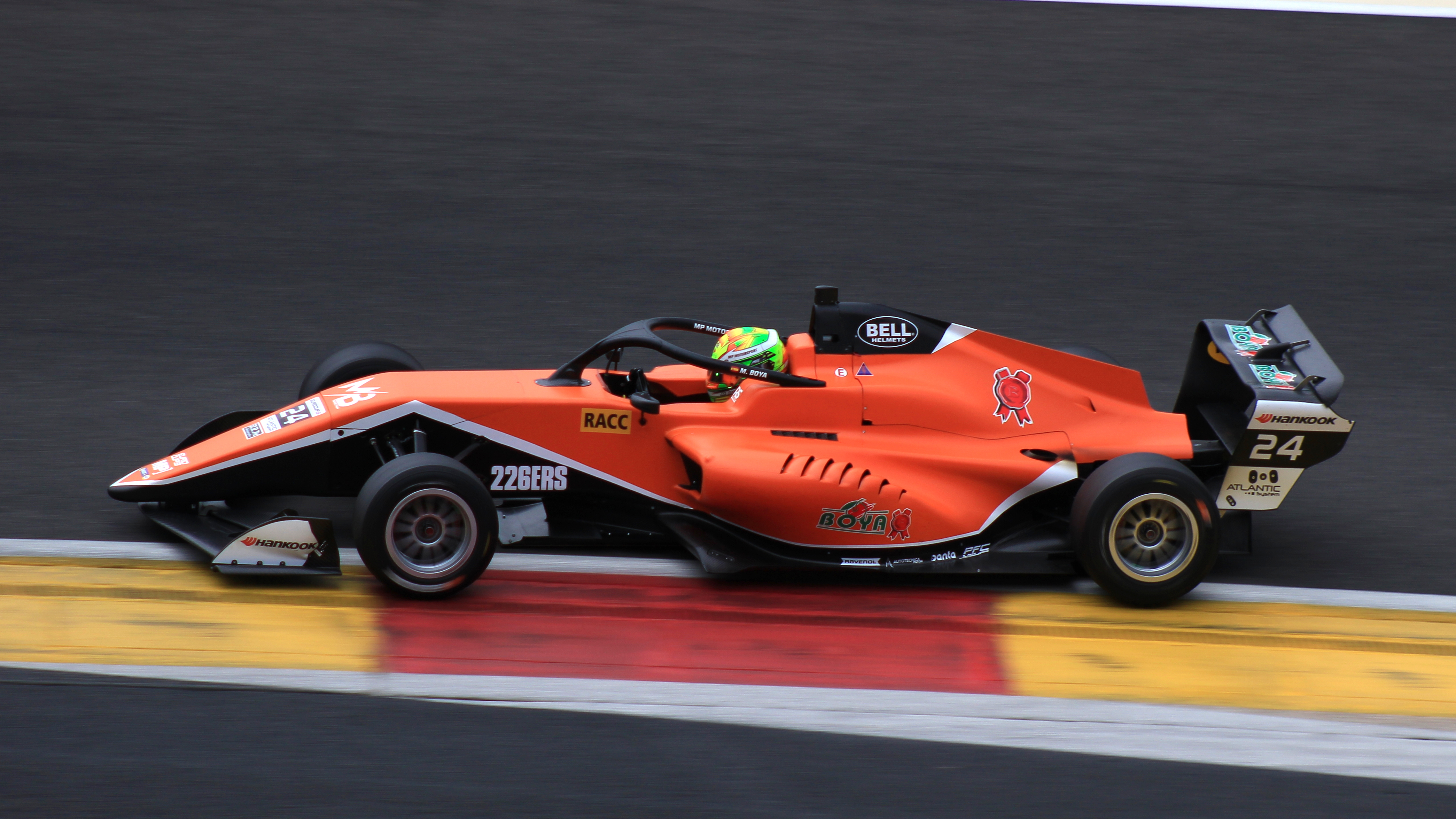
Mari Boya en Eurocup-3 en 2023.

En mai 2023, Boya annonce s'engager dans le nouveau championnat Eurocup-3 Series, toujours avec MP Motorsport, en parallèle de sa campagne en Formule 3 FIA. Il se classe vice-champion avec 5 victoires et 9 podiums, derrière Esteban Masson.

### Formule 3 FIA

#### 2023: MP Motorsport

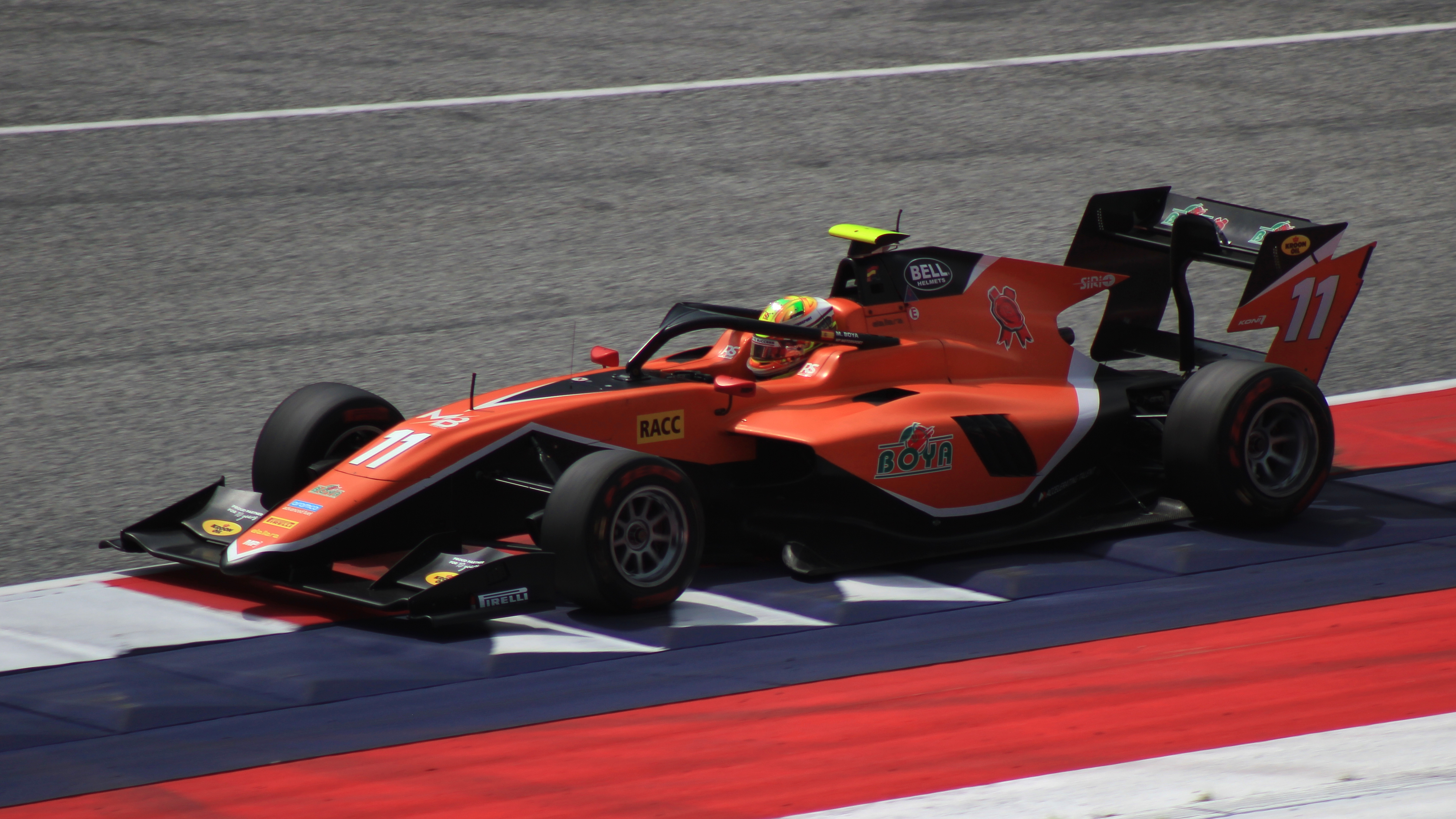
Mari Boya en Formule 3 FIA en 2023 à Spielberg

En septembre 2022, Mari Boya participe aux essais d'après-saison de la Formule 3 FIA avec MP Motorsport,,. Deux mois plus tard, l'écurie néerlandaise le confirme pour la saison 2023 aux côtés de Franco Colapinto et de Jonny Edgar. Lors de la deuxième manche de la saison à Melbourne, il termine neuvième de la course sprint avant d'être disqualifié pour une infraction au règlement technique. Il inscrit ses premiers points lors de la manche de Barcelone, où il termine septième de la course sprint, puis sixième de la course principale. 

#### Depuis 2024: Campos Racing

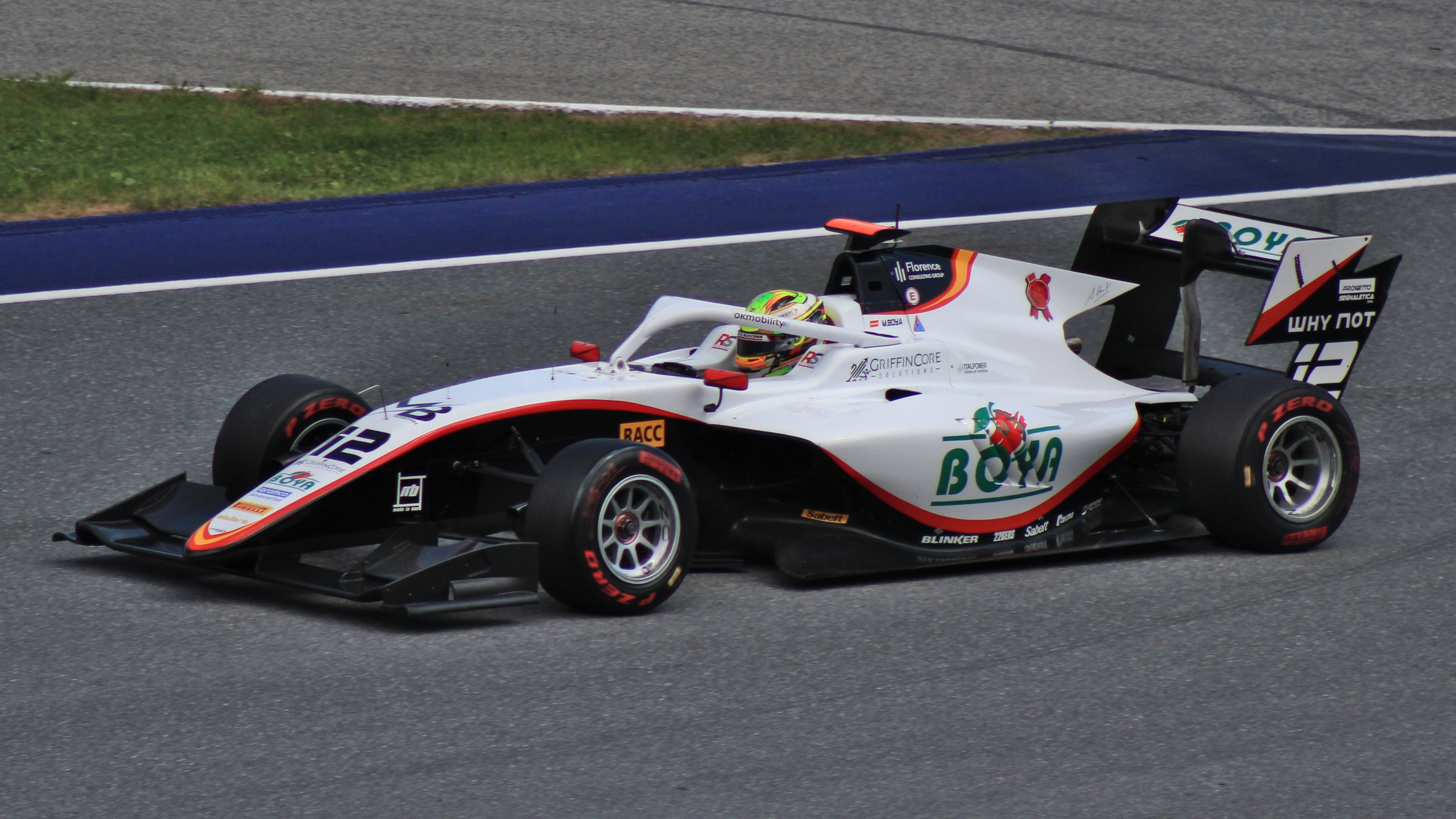
Mari Boya en Formule 3 FIA en 2024 à Spielberg.

Pour la saison 2024, Boya rejoint Campos Racing aux côtés d'Oliver Goethe et de Sebastián Montoya. 
Sur le circuit de l'Albert Park, il termine quatrième de la course sprint et décroche le meilleur tour. À Barcelone, il remporte la course sprint devant son public. Sur le Hungaroring, lors de la course principale, l'Espagnol franchit la ligne onzième et profite d'une pénalité pour terminer dixième. 

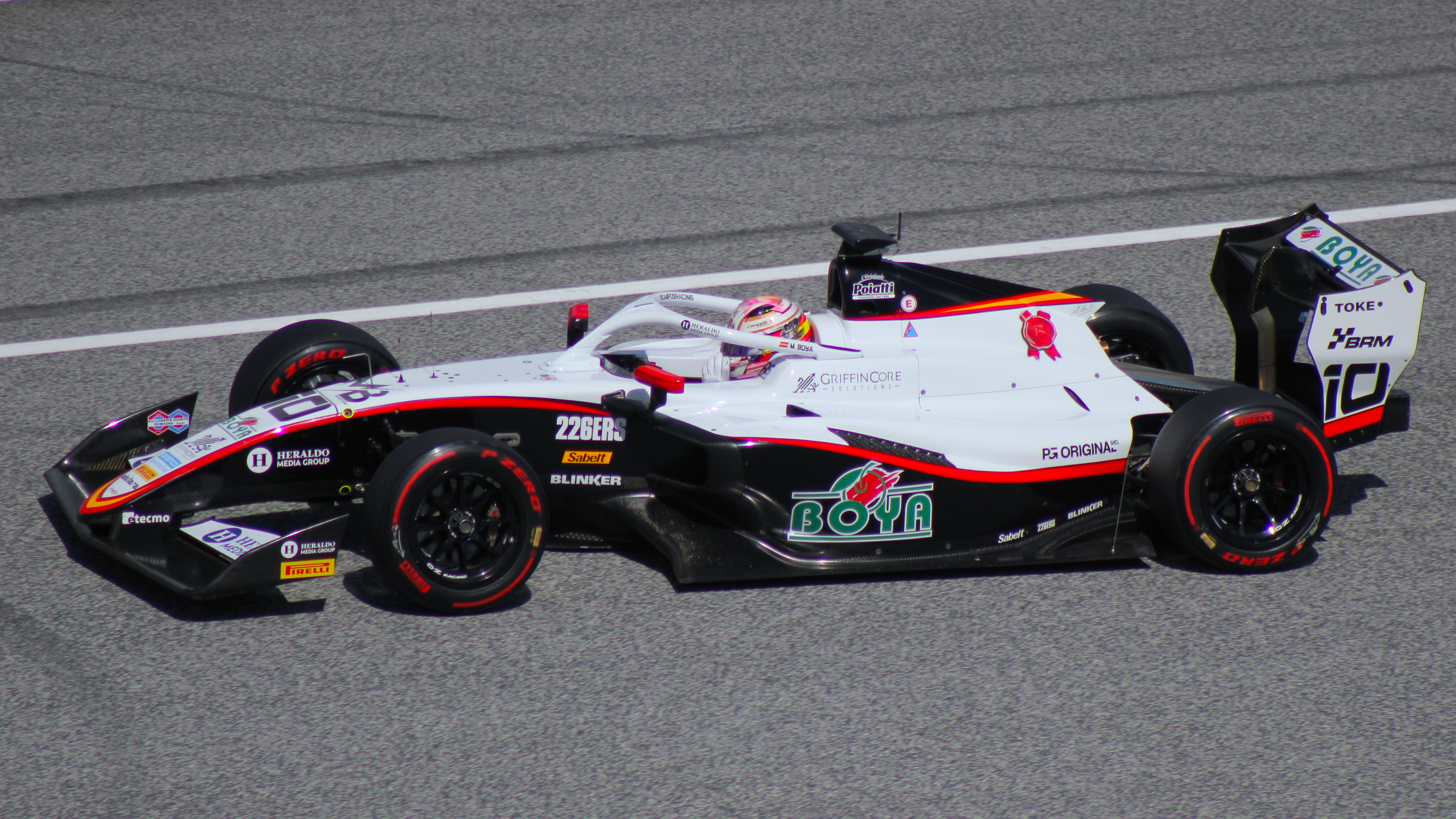
Mari Boya en Formule 3 FIA en 2025 à Spielberg.

Pour la dernière manche de la saison à Monza, il termine septième de la course sprint. Il termine quinzième du championnat avec 45 points. 
Le 1er octobre 2024, l'écurie annonce renouveler son contrat avec l'Espagnol pour la saison 2025 .

## Carrière

### Résultats en monoplace
| Saison | Championnat                         | Écurie                     | Courses | Victoires | Pole positions | Meilleurs tours | Podiums | Points | Classement |
| ------ | ----------------------------------- | -------------------------- | ------- | --------- | -------------- | --------------- | ------- | ------ | ---------- |
| 2020   | Championnat d'Espagne de Formule 4  | MP Motorsport              | 21      | 3         | 3              | 4               | 14      | 272    | 2e         |
| 2021   | Formule Régionale Europe            | Van Amersfoort Racing      | 20      | 0         | 0              | 0               | 1       | 51     | 14e        |
| 2022   | Formule Régionale Europe            | ART Grand Prix             | 12      | 0         | 0              | 2               | 1       | 67     | 10e        |
| 2022   | Formule Régionale Europe            | MP Motorsport              | 8       | 0         | 0              | 0               | 0       | 67     | 10e        |
| 2023   | Formule Régionale Moyen-Orient      | Hyderabad Blackbirds by MP | 15      | 2         | 0              | 2               | 3       | 107    | 5e         |
| 2023   | Formule 3 FIA                       | MP Motorsport              | 18      | 0         | 0              | 0               | 1       | 29     | 17e        |
| 2023   | Eurocup-3                           | MP Motorsport              | 16      | 5         | 5              | 4               | 9       | 243    | 2e         |
| 2024   | Formule Régionale Moyen-Orient      | Pinnacle Motorsport        | 15      | 0         | 0              | 2               | 3       | 112    | 5e         |
| 2024   | Formule 3 FIA                       | Campos Racing              | 20      | 1         | 0              | 1               | 1       | 45     | 15e        |
| 2024   | Coupe du Monde de Formule Régionale | KCMG IXO by Pinnacle       | 2       | 0         | 0              | 0               | 0       | N/A    | 9e         |
| 2024   | Eurocup-3                           | GRS Team                   | 2       | 0         | 0              | 0               | 0       | 0†     | n.c        |
| 2025   | Formule 3 FIA                       | Campos Racing              | 17      | 1         | 0              | 1               | 5       | 108    | 2e         |

† Boya étant un pilote invité, il était inéligible aux points.